# Valeri Fabià
Valeri Fabià (en llatí Valerius Fabianus) va ser un cavaller romà de la meitat del segle i. Formava part de la gens Valèria, una molt antiga gens romana.
Tenia rang suficient com per aspirar a qualsevol magistratura. Va ser acusat davant del senat de conspirar amb Vinci Ruf, Antoni Prim i altres per falsificar el testament del seu parent, vell i ric, Domici Balb. Va perdre el seu rang senatorial per la Lex Cornelia Testamentaria o Cornelia de falsis.